# Madonna di Conadomini

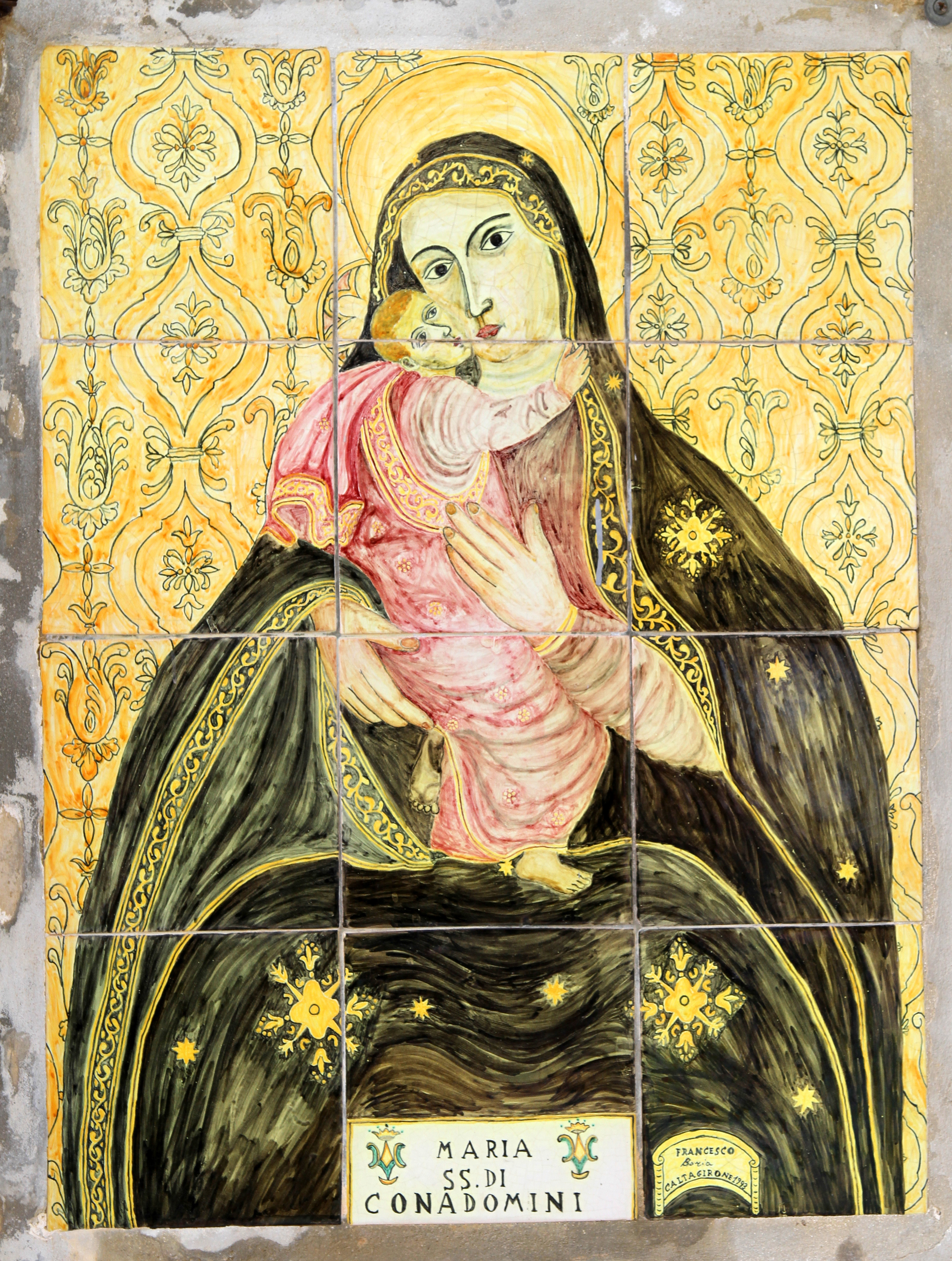
Riproduzione in ceramica policroma dell'immagine della Madonna di Conadomini

La Madonna di Conadomini è un'immagine sacra della Vergine Maria, raffigurata in una tavola di buona scuola, forse anche bizantina, portata a Caltagirone nel 1225 dalla nobile famiglia Campochiaro, esule da Lucca perché di parte guelfa.
Donata sul finire del XVI secolo alla Chiesa Madre dedicata all'Assunta, è raffigurata seduta, con in braccio il Bambino Gesù ed avvolta in un manto trapunto di stelle; veniva esposta, al posto del Cristo portacroce, al centro di un polittico detto "cona" (da cui la denominazione Cona Domini), tutte le volte che gravi calamità, siccità, pestilenze, carestie, affliggevano la comunità cittadina.

## Celebrazioni antiche
La devozione diffusasi nel tempo tra il popolo spinse il Senato a proclamare, nel luglio del 1644, la Madonna di Conadomini compatrona principale della città, deliberazione che ne accrebbe viepiù il culto, tant'è che la festa celebrata in suo onore alla fine di maggio coinvolge da secoli tutta la città ed in particolare il mondo agricolo, che per i benefici più volte ricevuti dalla sua implorata protezione le ha tributato l'appellativo di "Madonna del pane". "Maggio a Maria" si legge su grandi striscioni stesi sui balconi che s'affacciano sui carruggi, le viuzze dell'antico abitato. Così ogni anno dal 1750.
L'offerta dei doni della terra viene fatta al termine del cosiddetto "corteo della rusedda", termine quest'ultimo riferito a una pianta profumata, Cistus salvifolius, utilizzata in passato dai ceramisti per i loro forni. In lunga processione, fasci di cisto raccolti nel bosco di Santo Pietro venivano portati un tempo a dorso d'animali da soma alla chiesa della Conadomini. Era una manifestazione di grande suggestione, aperta da sbandieratori, dal "triunfu", un insieme di stendardi con l'immagine della Madonna, e da suonatori di "brogne", conchiglie particolari dal suono strano e cupo.

## Celebrazioni moderne
In tempi più recenti, il corteo della ruseḍḍa è diventato solo nominale.
Un lungo corteo di mezzi agricoli meccanici, un centinaio e forse più, addobbati di verde e di fiori, tra i quali la ruseḍḍa è ormai solamente un simbolo avendo lasciato il posto al grano e ad altri prodotti dei campi, sfila per la città fino al tempio della Vergine.
Del corteo fanno parte, oltre ai componenti della tradizione, gruppi folcloristici che in costumi d'epoca recuperano di volta in volta avvenimenti storici o testimonianze di fede o di devozione.
Seguono in chiesa i riti religiosi officiati dal vescovo della diocesi, in presenza delle autorità cittadine accompagnate dal Corteo Senatorio in costumi del XVII secolo.
Per la festa della Madonna di Conadomini, la monumentale Scala di Santa Maria del Monte unisce ai colori delle ceramiche delle alzate dei centoquarantadue gradini i colori dell'Infiorata.